# Scaphinotus imperfectus
Scaphinotus imperfectus är en skalbaggsart som beskrevs av Horn. Scaphinotus imperfectus ingår i släktet Scaphinotus och familjen jordlöpare. Inga underarter finns listade i Catalogue of Life.